# Anthropomorpha

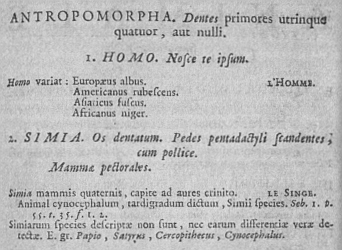
Sida ur sjätte upplagan av Systema Naturae, från 1748, där Anthropomorpha fortfarande förekommer.

Anthropomorpha är ett föråldrat taxon, som idag är ersatt med ordningen Primates.

## Ordningen Anthropomorpha
Ordningen beskrevs av Carl von Linné i första upplagan av hans Systema Naturae från 1735, och omfattade släktet Homo (människor), Simia (alla olika former av apor) och Bradypus (sengångare). 
Taxonet är historiskt viktigt då det var första gången som apor och människor kombinerades i samma klad.
På 1730-talet verkade Linné vid den botaniska trädgården på godset Hartekamp i Heemstede i Nederländerna, som ägdes av George Clifford III. Här undersökte han flera apor och pekade på likheter mellan dem och människan. Han menade att både arterna i grund och botten delar samma anatomi. Utöver talorganet hittade han inga andra skillnader. Utifrån dessa studier placerade han människor och apor i samma kategori. 
Det vetenskapliga namnet Anthropomorpha betyder “människolik”. vilket fick flera andra biologer, som Johan Gottschalk Wallerius, Jacob Theodor Klein och Johann Georg Gmelin den yngre att kritisera Linné eftersom det ansågs ologiskt att beskriva en människa som “människolik”.
I sjunde upplagan av Systema Naturae från 1758 förkastade Linné namnet Anthropomorpha och började istället använda Primates, som helt ersatte taxonet. 
Taxonet Anthropomorpha är inte längre giltigt eftersom man idag vet att flera av djurgrupperna som inkluderades i Anthropomorpha tillhör flera olika klader, där exempelvis sengångarna inte ens är närbesläktade med primaterna.

## AvhandlingenAnthropomorpha, 1760

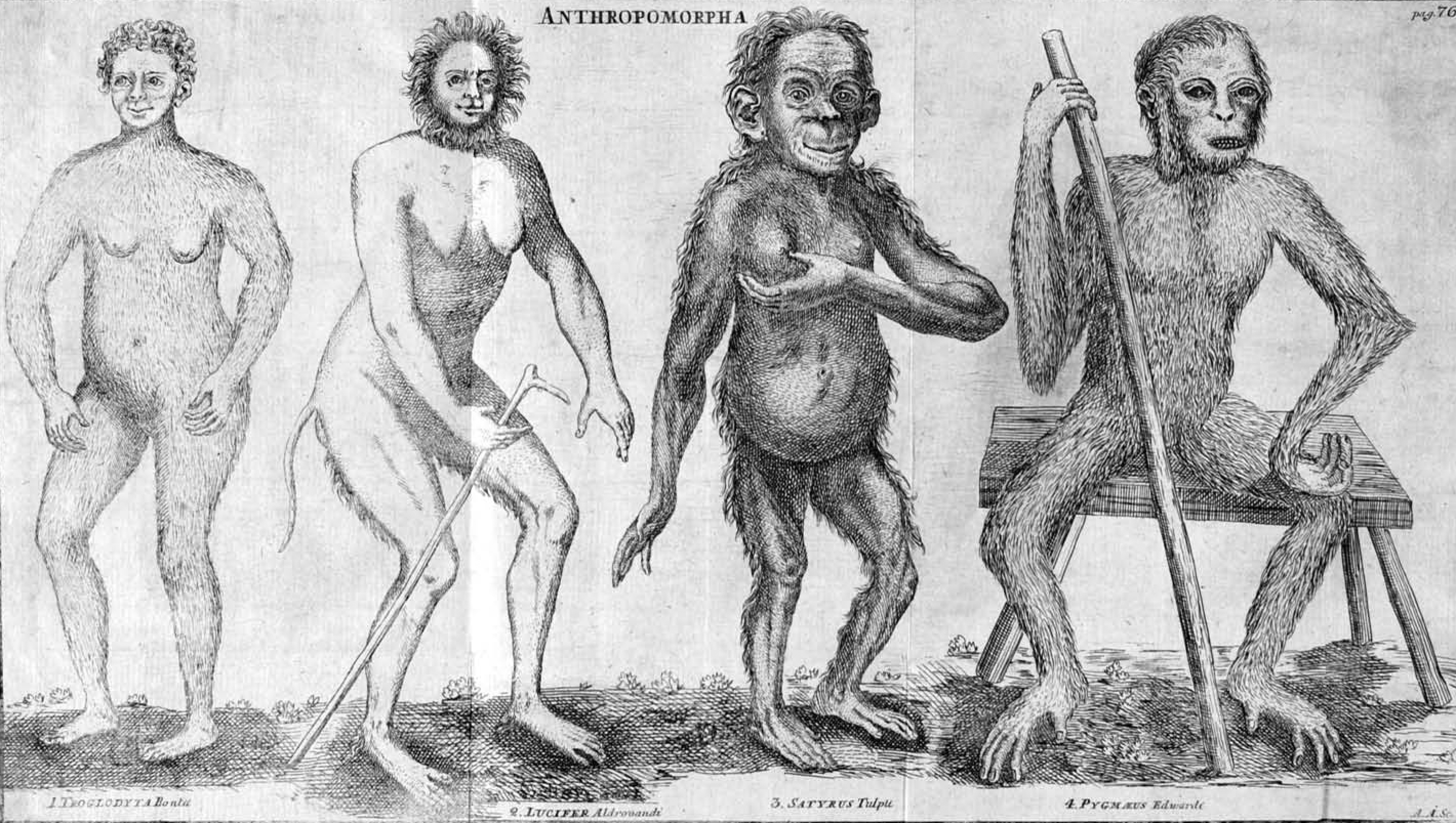
De fyra illustrationerna ur Anthropomorpha från 1760
1. Troglodyta Bontii, 2. Lucifer Aldrovandi, 3. Satyrus Tulpii, 4. Pygmaeus Edwardi.

I september 1760 publicerades, i publikationen Amoenitates Academicae, avhandlingen Anthropomorpha som påstås vara skriven av Christian Emmanuel Hoppius under ledning av Linné. Hoppius, född 1736, var Linnés lärjunge 1757—1762 och vid den här tiden verksam i Sankt Petersburg i Ryssland. Huruvida den latinska avhandlingen är skriven av Hoppius eller om det egentligen är en översättning från en svensk text av Linné, är oklart. Linné hade tidigare skrivit en opublicerad text, Menniskans cousiner, som innehåller liknande tankegods som i Anthropomorpha. Den senare texten publicerades första gången postumt 1955.
Avhandlingen Anthropomorpha kretsar kring människoliknande varelser, utifrån fyra varelser hämtade från äldre litteratur. I avhandlingen finns en illustrationen av Hoppius av de fyra, där tre av dem är ganska klumpiga försök att kopiera äldre illustrationer, medan den fjärde, Satyrus baseras på en äldre illustration av en chimpans, men är en egen framställning. 
De fyra är:
- Troglodyta grottmänniska – baserad på en illustration av Jacobus Bontius i boken Historiae naturalis et medicae Indiae orientalis, utgiven 1658. Illustrationen av Bontius var ett försök att avbilda en "Orang Hutan", det vill säga en orangutang.[10]

| Bontius bild av en orangutang som Hoppius kopierade för bilden av Troglodyta. |  | Nicolaes Tulps originalillustration från 1641 av en chimpans, som Hoppius utgick ifrån när han skapade bilden av Satyrus. |
| Bontius bild av en orangutang som Hoppius kopierade för bilden av Troglodyta. |  | Nicolaes Tulps originalillustration från 1641 av en chimpans, som Hoppius utgick ifrån när han skapade bilden av Satyrus. |

- Lucifer – baserad på ett träsnitt ur Bernhard von Breydenbachs, Peregrinatio in Terram Sanctam från 1491. I den ursprungliga illustrationen håller varelsen en kamel i ett rep i handen. [11]
- Satyrus – baserad på träsnitt av Nicolaes Tulp i hans Observationes Medicae från 1641. Den ursprungliga illustrationen föreställer en sittande chimpans och är den äldsta kända illustrationen av detta djur.
- Pygmaeus – baserad på en illustration ur första delen av George Edwards Gleanings of Natural History från 1758. Illustrationen i Edwards bok baserades på ett specimen förvarat på British Museum i London.[12] På originalbilden omskrivs synonymerna: Satier, Sauvage, Wild-man, Pigmy, Orang-autang och Chimp-anzee.